# Parco Media Valle del Lambro
Il parco della Media Valle del Lambro è un parco locale di interesse sovracomunale (PLIS), sull'asta del Lambro, nel Monzese storico, che ricomprende aree dei comuni di Sesto San Giovanni, Brugherio e Cologno Monzese, in Lombardia.

## Storia
Nel 1992 i comuni di Sesto San Giovanni, Brugherio e Cologno Monzese individuano nella breve porzione dell'asta del Lambro che li accomuna l'area per un parco sovracomunale: è una porzione di territorio fortemente compromessa dal punto di vista ambientale e marginale rispetto alle planimetrie comunali; a Sesto, in particolare, ricomprende parte della area dismessa delle acciaierie Falck, quella delle "collinette", i mucchi dei depositi delle scorie d'alto forno accumulati in cave dismesse su un'area di sessanta ettari. 
Il parco verrà formalmente riconosciuto nel 2002 dopo che il comune di Sesto avrà adottato gli strumenti urbanistici per il riutilizzo dell'area Falck e istituito ufficialmente nel 2006.

## Il territorio
Il Lambro lascia Monza da sud, dopo averne costeggiato, in sponda destra, un quartiere ad alta intensità produttiva (via Borgazzi). Subito incontra lo svincolo iniziale dell'autostrada Milano-Brescia e la Tangenziale-est che se ne dirama ed è praticamente lungo questa che attraversa la parte occidentale del territorio di Brugherio e Cologno verso il vertice sudorientale di Sesto San Giovanni, incuneandosi tra la Tangenziale est stessa e quella nord. È la somma di questi ostacoli che ha tenuto lontana l'urbanizzazione più spinta dalle rive del fiume, impedendone la saldatura con quella circostante. Ne è risultato una sorta di "relitto" territoriale, fortemente alterato dal punto di vista ambientale, ma con alta possibilità di recupero, che si insinua sino ai confini milanesi, all'incrocio con il naviglio della Martesana. La porzione sestese del parco, quella delle "collinette", è quella che ha beneficiato degli interventi più significativi, ma non è comunque di facile accesso, proprio per la presenza della barriera di tipo autostradale che la divide dal resto delle aree ex-Falck.

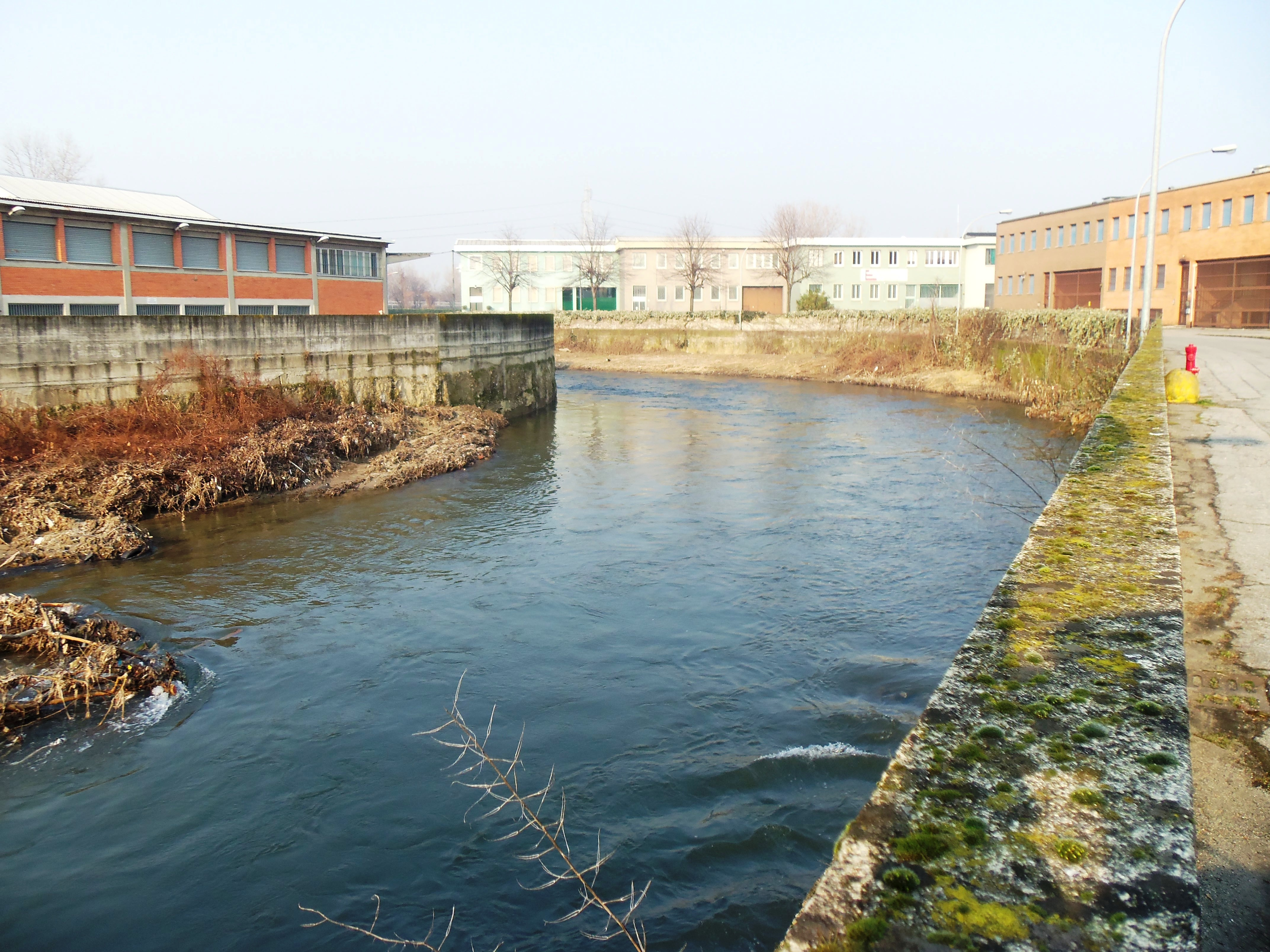
Il Lambro a Cologno, in un tratto di non facile riqualificazione

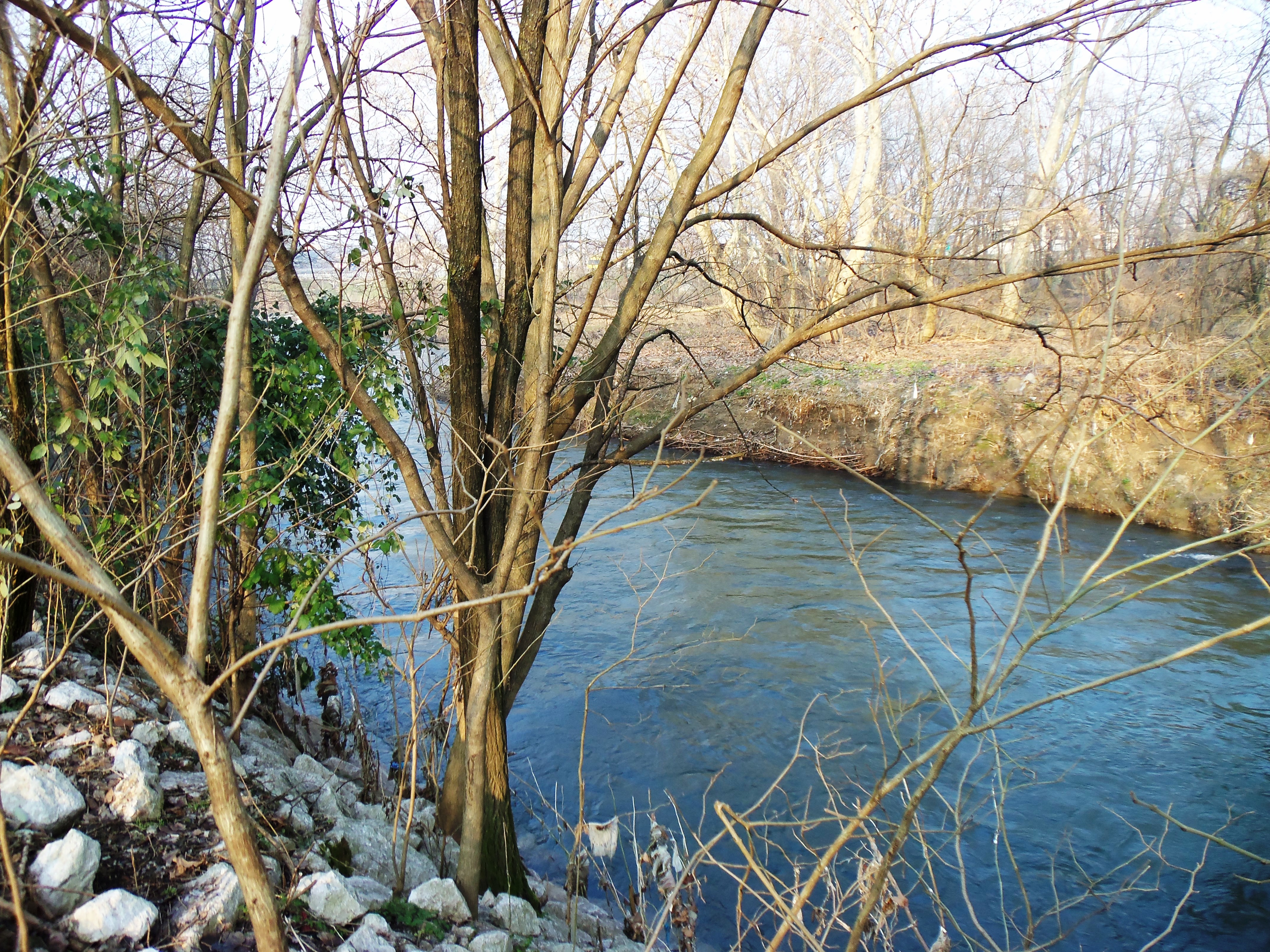
Il fiume tra la vegetazione a San Maurizio

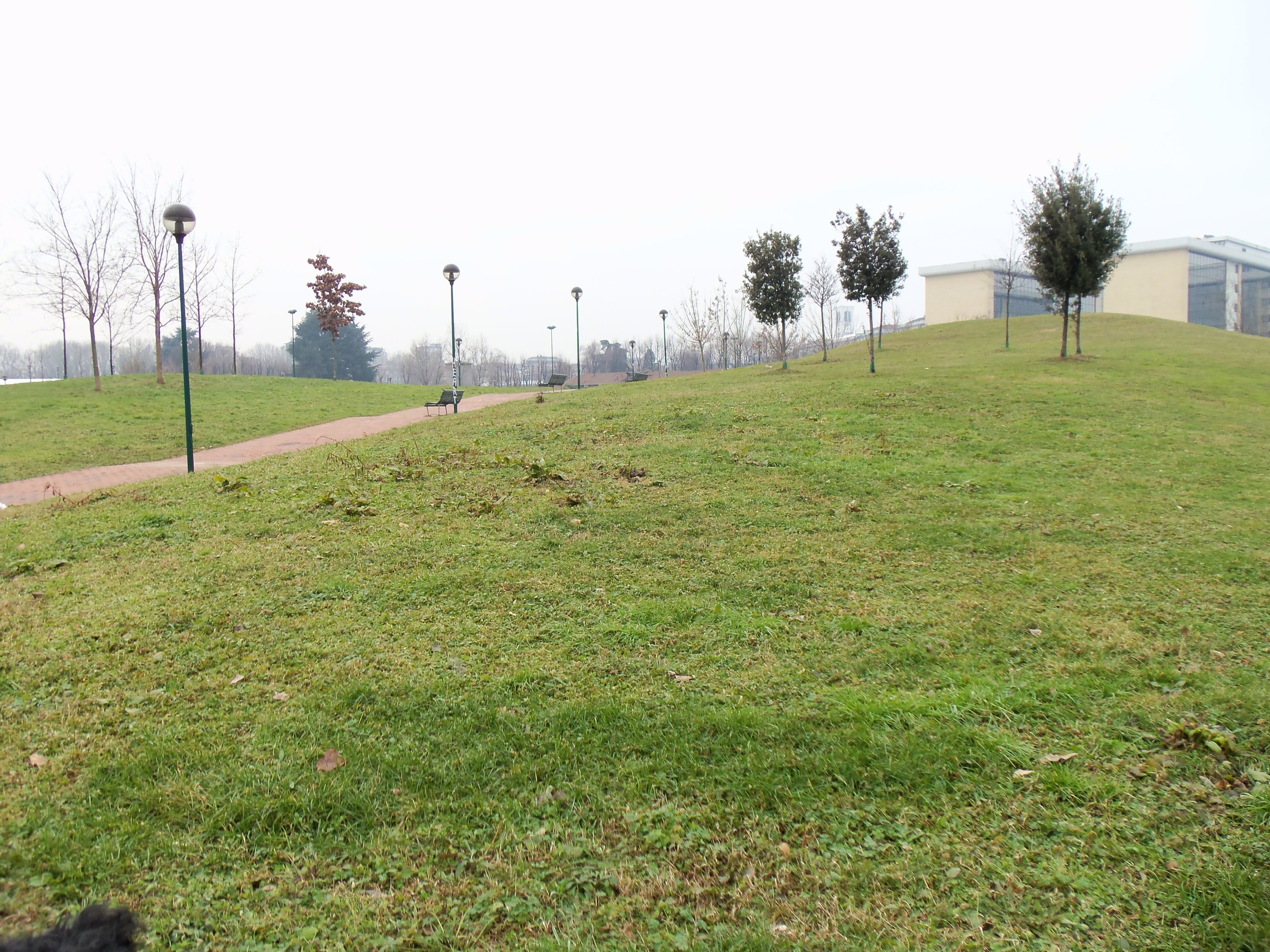
Il parco delle Colline, a Sesto San Giovanni

## Fauna
La fauna è quella tipica dei territori con contiguità urbana, con uccelli che possiamo incontrare anche nei parchi cittadini e piccoli roditori, con però qualche piacevole e a volte sorprendente aggiunta nei boschetti e nelle zone umide: l'avifauna è più ricca, con la presenza tra l'altro di usignoli e pettirossi, ballerine bianche e, stagionalmente, di altri piccoli migratori; segnalata la presenza dell'airone cinerino e di coppie di germani reali e gallinelle d'acqua nidificanti; tra i rapaci è presente il gheppio. Tra i mammiferi, oltre a varie specie di topi, il riccio e la donnola. Tra i rettili le comuni lucertole e i ramarri oltre a un innocuo serpente, il biacco di proporzioni ragguardevoli per i nostri ambienti: lungo dai 120 ai 130 cm, può raggiungere anche i due metri.

## Flora
La flora originaria locale d'alto fusto era caratterizzata soprattutto dal carpino bianco e dalla quercia, ma è stata drasticamente ridotta da presenze estranee imposte dall'uomo prima per ragioni economiche o di convenienza, poi per trascuratezza. Nei pressi del fontanile San Cristoforo esiste un bosco di robinie chiaramente voluto e coltivato per la qualità del legname che se ne ricavava, mentre sono presenti un po' ovunque esemplari spontanei e infestanti. Più recente l'invasione dell'ailanto, un'inarrestabile pianta di origine asiatica, che si diffonde per polloni e che risulta di assai difficile controllo. Naturalmente, tutte le nuove piantumazioni e messe a dimora hanno favorito le specie autoctone, in particolare nell'area della "collinette". Anche per quanto riguarda la vegetazione a terra (arbusti ed erbe) si può parlare di una oramai antica commistione tra Specie locale e alloctone.

## L'allargamento
Già nel citato atto di riconoscimento si sottolineavano le potenzialità del nuovo parco quale "cerniera" tra il parco regionale della Valle del Lambro, Monza e il sistema milanese e in questa prospettiva si è mosso l'ente gestore. Nell'ottobre del 2010, alla vigilia della scadenza della convenzione, i tre comuni associati hanno indetto un convegno allargato per discutere i futuri assetti territoriali. In quella sede, il 22 ottobre 2010, il comune di Monza ha avanzato la richiesta di adesione al parco, analogamente a quello di Milano che ha confermato la propria disponibilità alla riperimetrazione delle sue aree verdi dalla Martesana all'Idroscalo
, per un "corridoio verde" che andrà dal centro di Monza fino a quello del capoluogo ambrosiano. Nel 2006 il comune di Sesto San Giovanni, in totale sintonia col parco,  avanza all'UNESCO la propria candidatura al riconoscimento di "patrimonio dell'umanità", in virtù del suo passato industriale, dell'istituzione del museo dell'Industria e del Lavoro e dei numerosi siti già censiti, vincolati e salvaguardati o recuperati.
In tale modo, quello che doveva essere il più piccolo dei parchi del Lambro, con una superficie di meno di 300 ettari, assume una dimensione e un ruolo nuovo, arricchendosi di uno dei più vasti e articolati giacimenti esistenti di archeologia industriale.